# Liste bekannter Kadetten der Preußischen Hauptkadettenanstalt Lichterfelde
In der Liste bekannter Absolventen der Preußischen Hauptkadettenanstalt Lichterfelde sind Personen aufgeführt, die die Hauptkadettenanstalt zu Lichterfelde absolviert haben.
- Mahidol Adulyadej, Vater des vormaligen Königs von Thailand, Bhumibol Adulyadej
- Wilhelm von Apell (1910)
- Hubertus von Aulock (1911)
- Hugo Karl August Bacmeister (1882)
- Ernst von Below (1881)
- Julius von Bernuth  (1914)
- Johannes Blaskowitz (1901)
- Werner von Blomberg (1897)
- Richard von Flemming (vor 1898)
- Fedor von Bock (1898)
- Wolfgang Boeck
- Oskar von Boenigk (1912)
- Walther von Brauchitsch (1900)
- Walter Bruns (1908)
- Franz Joseph von Bülow
- Ernst Busch  (1904)
- Erich von dem Bussche-Ippenburg (1894)
- Dietrich von Choltitz (März 1914)
- Georg Dertinger
- Hans von Donat (1911)
- Theodor Duesterberg
- Otto Dziobek
- Friedrich Karl von Eberstein
- Felix von Eckardt
- Ludwig von Estorff (1878)
- Erich von Falkenhayn (1880)
- Gerhard Feyerabend (1916)
- Werner von Fichte
- Hermann von François
- Hugo von François
- Kurt von Fritz
- Hermann Göring
- Fritz von Graevenitz
- Kurt von Hammerstein-Equord
- Ernst Hardt
- Werner Hartmann
- Theodor von Hassel
- Paul Hausser (1899)
- Wilhelm Heye (1888)
- Hermann Hoth (1904)
- Hans Jeschonnek (August 1914)
- Hans Kahle
- Siegfried Kasche
- Günther von Kluge (1901)
- Otto von Knobelsdorff (1905)
- Hans Karl Koch
- Alfred Knoerzer
- Fritz Kühne
- Erich Ludendorff
- Erich von Manstein
- Hasso von Manteuffel
- Helmuth von Pannwitz
- Phraya Phahon Phonphayuhasena, thailändischer Ministerpräsident (1933–38)
- Arthur Quassowski
- Gerd von Rundstedt
- Manfred Freiherr von Richthofen
- Willy Rohr
- Horst von Rosenberg-Gruszczynski
- Ernst von Salomon
- Carl Ludwig Schleich
- Kurt von Schleicher
- Konrad Schragmüller
- Walther Stennes
- Paul Tafel
- Adolf von Tiedemann
- Fritz Günther von Tschirschky
- Friedrich Franz von Unruh
- Irnfried von Wechmar
- Walther Wenck
- Siegfried Westphal
- Leopold von Wiese
- Erwin von Witzleben (1901)